# HMS Brocklesby (L42)
HMS Brocklesby (L42)  là một tàu khu trục hộ tống lớp Hunt Kiểu II của Hải quân Hoàng gia Anh Quốc được hạ thủy năm 1940 và đưa ra phục vụ năm 1941. Nó đã hoạt động cho đến hết Chiến tranh Thế giới thứ hai, cho đến khi xuất biên chế năm 1963 và bị bán để tháo dỡ năm 1968.

## Thiết kế và chế tạo
Brocklesby thuộc vào số 33 chiếc tàu khu trục lớp Hunt nhóm II, có mạn tàu rộng hơn nhóm I, tạo độ ổn định cho một tháp pháo QF 4 in (100 mm) Mark XVI nòng đôi thứ ba, cũng như cho phép tăng số lượng mìn sâu mang theo từ 40 lên 110.
Brocklesby được đặt hàng cho hãng Cammell Laird tại Birkenhead trong Chương trình Chế tạo 1939 và được đặt lườn vào ngày 18 tháng 11 năm 1939. Nó được hạ thủy vào ngày 30 tháng 9 năm 1940 và nhập biên chế vào ngày 9 tháng 4 năm 1941. Con tàu được cộng đồng dân cư Belper tại Derbyshire đỡ đầu trong khuôn khổ cuộc vận động gây quỹ Tuần lễ Tàu chiến năm 1942.

## Lịch sử hoạt động

### 1941
Sau khi nhập biên chế, Brocklesby đi đến Scapa Flow, nơi nó gia nhập Hạm đội Nhà và được điều động về Chi hạm đội Khu trục 15 tại Portsmouth, nơi nó làm nhiệm vụ tuần tra và hộ tống vận tải trong eo biển Manche.

### 1942
Vào ngày 28 tháng 3 năm 1942, Brocklesby được bố trí cùng tàu khu trục Cleveland (L46) để tăng cường việc hộ tống cho những tàu đổ bộ tham gia cuộc Đột kích St Nazaire (Chiến dịch Chariot). Nó cùng các tàu chị em Tynedale (L96) và Atherstone (L05) chịu đựng không kích của đối phương khi hộ tống cho các xuồng phóng lôi tham gia cuộc đột kích rút lui vào ngày hôm sau. Sang tháng 8, nó lại được cử vào lực lượng hải quân tham gia cuộc Đột kích Dieppe (Chiến dịch Jubilee), chịu đựng hư hại do hỏa lực pháo bờ biển đối phương vào ngày 19 tháng 8 khi hỗ trợ cho cuộc đổ bộ tại Pourville, cứu vớt 23 người sống sót từ tàu đánh cá Đức UJ1404, rồi rút lui cùng lực lượng còn lại. Con tàu được sửa chữa những hư hại trong chiến đấu tại Xưởng tàu Portsmouth trong tháng 9.
Sang ngày 11 tháng 10, Brocklesby tham gia hình thành nên Lực lượng B tại quần đảo Channel nhằm ngăn chặn tàu tuần dương phụ trợ Đức Komet tiến vào Đại Tây Dương, đụng độ và tham gia đánh chìm tàu đối phương, rồi tiếp tục giao chiến với thành phần hộ tống, nhưng chịu đựng hỏa lực bờ biển đối phương và phải rút lui. Đến ngày 12 tháng 12, nó được bố trí cùng tàu khu trục Na Uy HNoMS Eksdale (L36) chống lại các đoàn tàu vận tải đối phương ngoài khơi Dieppe, và bị hư hại nhẹ.

### 1943
Brocklesby tiếp tục hoạt động tại vùng eo biển Manche cho đến tháng 2 năm 1943, khi nó được điều động gia nhập Đội Khu trục 57 để hoạt động hộ tống vận tải tại vùng biển phía Tây Địa Trung Hải, đặt căn cứ tại Gibraltar. Vào tháng 7, nó chuẩn bị tham gia Chiến dịch Husky, cuộc đổ bộ của lực lượng Đồng Minh lên Sicily, Ý. Con tàu khởi hành từ Algiers vào ngày 7 tháng 7 hộ tống một đoàn tàu vận tải, tách khỏi đoàn tàu vào ngày hôm sau để đi đến Malta, và cùng các chiếc Blankney (L30), Blencathra (L24), Brecon (L76) và Brissenden (L79) gia nhập  Đội Hộ tống U để bảo vệ cho đoàn tàu SBF2 đi đến khu vực đổ bộ vào ngày 9 tháng 7. Đến ngày 12 tháng 9, nó đón lên tàu Phó đô đốc Sir Bertram H. Ramsay Tư lệnh Lực lượng Đặc nhiệm Đông, tướng Bernard L. Montgomery Tư lệnh lực lượng lục quân Anh, và tướng Hoa Kỳ Dwight D. Eisenhower Tư lệnh tối cao lực lượng Đồng Minh để viếng thăm các bãi đổ bộ.
Brocklesby tiếp tục hỗ trợ cho hoạt động tại Sicily cho đến ngày 11 tháng 8, khi nó hộ tống tàu monitor Roberts (F40) trong hoạt động bắn phá đường bộ và đường sắt tại Taormina. Nó đánh trả các đợt tấn công của tàu phóng lôi E-boat đối phương ngoài khơi Ancona vào ngày 2 tháng 8, và đến ngày 25 tháng 8 đã tham gia cùng Chi hạm đội Khu trục 21 để chuẩn bị cho Chiến dịch Avalanche, cuộc đổ bộ của lực lượng Đồng Minh lên Salerno, Ý, bao gồm Mendip (L60), Tetcott (L99), Dulverton (L63), Belvoir (L32), Quantock (L58), Blackmore (L43), Brecon, Exmoor (L08) và Blankney. Nó di chuyển từ Malta đến Tripoli rồi hộ tống cho Đoàn tàu TSM1 vào ngày 5 tháng 9 cho hành trình đi Salerno. Sau khi đến nơi vào ngày 9 tháng 9, nó đảm nhiệm tuần tra và bắn pháo hỗ trợ cho cuộc tấn công.
Từ tháng 10, Brocklesby chuyển sang hoạt động trong biển Adriatic để tuần tra và hộ tống vận tải. Vào ngày 14 tháng 11, nó cùng tàu khu trục hộ tống Wheatland (L122) bắn phá các cơ sở cảng tại Bar về phía Nam Dubrovnik trên bờ biển Adriatic; và vào ngày 3 tháng 12, nó cùng các chiếc Quantock và Wilton (L128) bắn phá căn cứ tàu E-boat trên đảo Lussinpicolo về phía Tây Croatia.

### 1944 - 1945
Brocklesby ở lại vùng biển Adriatic trong suốt năm 1944, hoạt động tuần tra và hộ tống vận tải, hỗ trợ hoạt động du kích kháng chiến, đổ bộ đặc vụ tình báo và tiếp tế vũ khí, cũng như ngăn chặn các hoạt động tàu E-boat đối phương, cho đến tháng 1, 1945, khi nó được điều động quay trở về Anh, phối thuộc cùng Chi hạm đội Khu trục 16 đặt căn cứ tại Harwich. Nó cùng Wilton và Quantock khởi hành đi Anh vào ngày 5 tháng 2, gia nhập chi hạm đội vào ngày 12 tháng 2 và làm nhiệm vụ bảo vệ các đoàn tàu vận tải ven biển chống tàu ngầm. Sang tháng 4 và tháng 5, nó hoạt động tại eo biển Manche và Bắc Hải, làm nhiệm vụ hộ tống vận tải, tuần tra, chống rải mìn và tấn công bởi E-boat và tàu ngầm.
Sau khi xung đột kết thúc tại Châu Âu, Brocklesby được biệt phái nhiệm vụ chiếm đóng vào ngày 6 tháng 5, nó cùng Southdown (L25) đi đến Cuxhaven vào ngày 14 tháng 5, và sau đó ghé qua Wilhelmshaven biểu dương lực lượng chiến thắng. Từ tháng 6 đến tháng 8, nó được cải biến thành tàu mục tiêu thực hành ném bom tại Xưởng Hải quân Hoàng gia Portsmouth, và sau khi hoàn tất nó đặt căn cứ tại Rosyth và Portsmouth, là mục tiêu cho học viên sĩ quan không quân thực hành tấn công tàu bè.

### Sau chiến tranh
Brocklesby được đưa về thành phần dự bị tại Portsmouth vào ngày 1 tháng 5, 1946 và bị bỏ không tại đây. Nó lại được tái trang bị tại Devonport từ năm 1951 đến năm 1952 cho vai trò tàu thử nghiệm sonar tại Portland, và sau đó gia nhập Hải đội Huấn luyện 2, phục vụ thử nghiệm nghiên cứu và phát triển vũ khí dưới nước. Con tàu đã tham gia cuộc Duyệt binh Hạm đội nhân Lễ đăng quang của Nữ hoàng Elizabeth đệ nhị vào năm 1953.
Brocklesby được cho ngừng hoạt động lần sau cùng vào ngày 22 tháng 6, 1963, bị loại bỏ và được bán cho British Iron & Steel Corporation vào ngày 28 tháng 10, 1968 để tháo dỡ tại Faslane. Nó là chiếc tàu khu trục hộ tống lớp Hunt cuối cùng bị tháo dỡ.